# Randutatah
Randutatah is een bestuurslaag in het regentschap Probolinggo van de provincie Oost-Java, Indonesië. Randutatah telt 1606 inwoners (volkstelling 2010).